# Criosfera

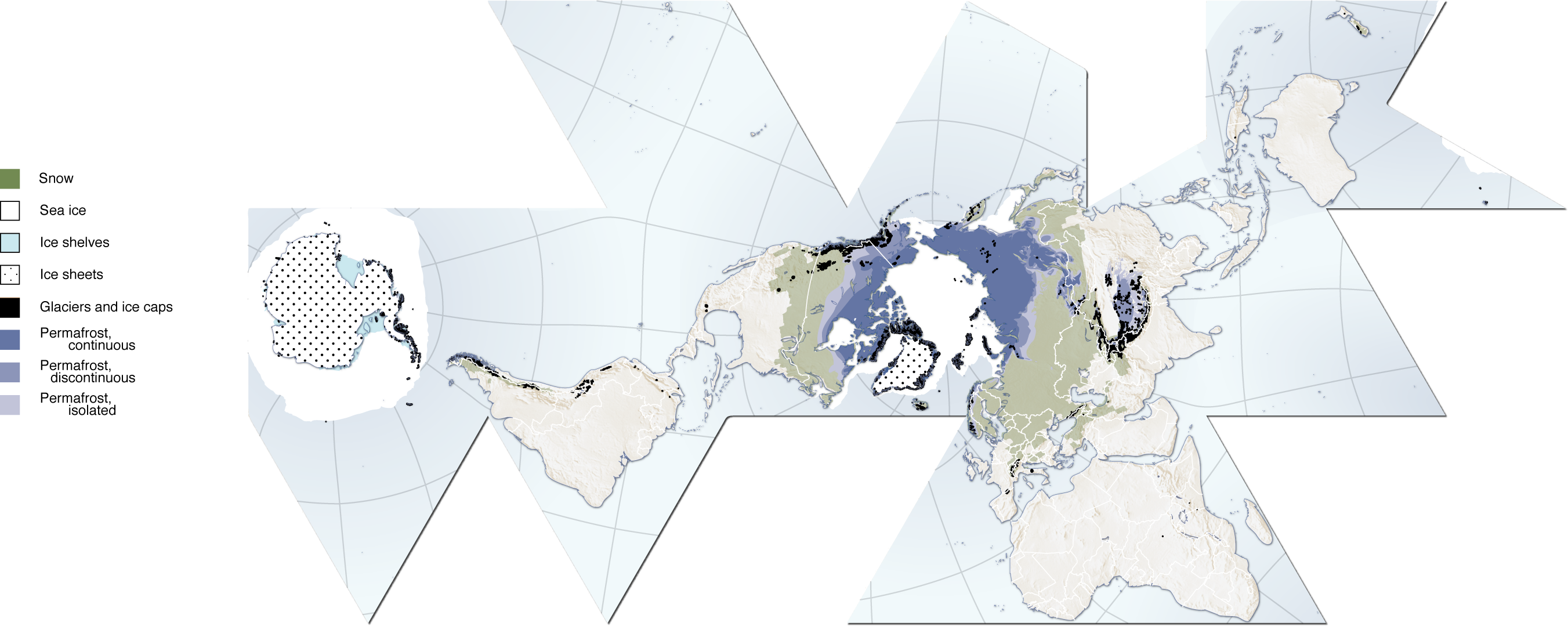
Visione d'insieme della criosfera e i suoi più grandi componenti, dall'UN Environment Programme Global Outlook for Ice and Snow.

La criosfera (dal greco kryos = ghiaccio, freddo) è la porzione variabile di superficie terrestre coperta o intrisa di acqua allo stato solido e che comprende: le coperture ghiacciate di mari, laghi e fiumi, le coperture nevose, i ghiacciai, le calotte polari ed il suolo ghiacciato in modo temporaneo o perenne (permafrost).
La criosfera è una parte integrante del sistema climatico globale con importanti connessioni e retroazioni generate attraverso la sua influenza sulla radiazione solare assorbita dalla superficie, sui flussi di umidità, sulle nuvole, sulle precipitazioni, sull'idrologia e sulla circolazione atmosferica ed oceanica. Attraverso questi processi, gioca un ruolo significativo anche nella risposta al mutamento climatico globale ed una sua accurata modellizzazione è parte fondamentale di ogni modello climatico.

## Struttura

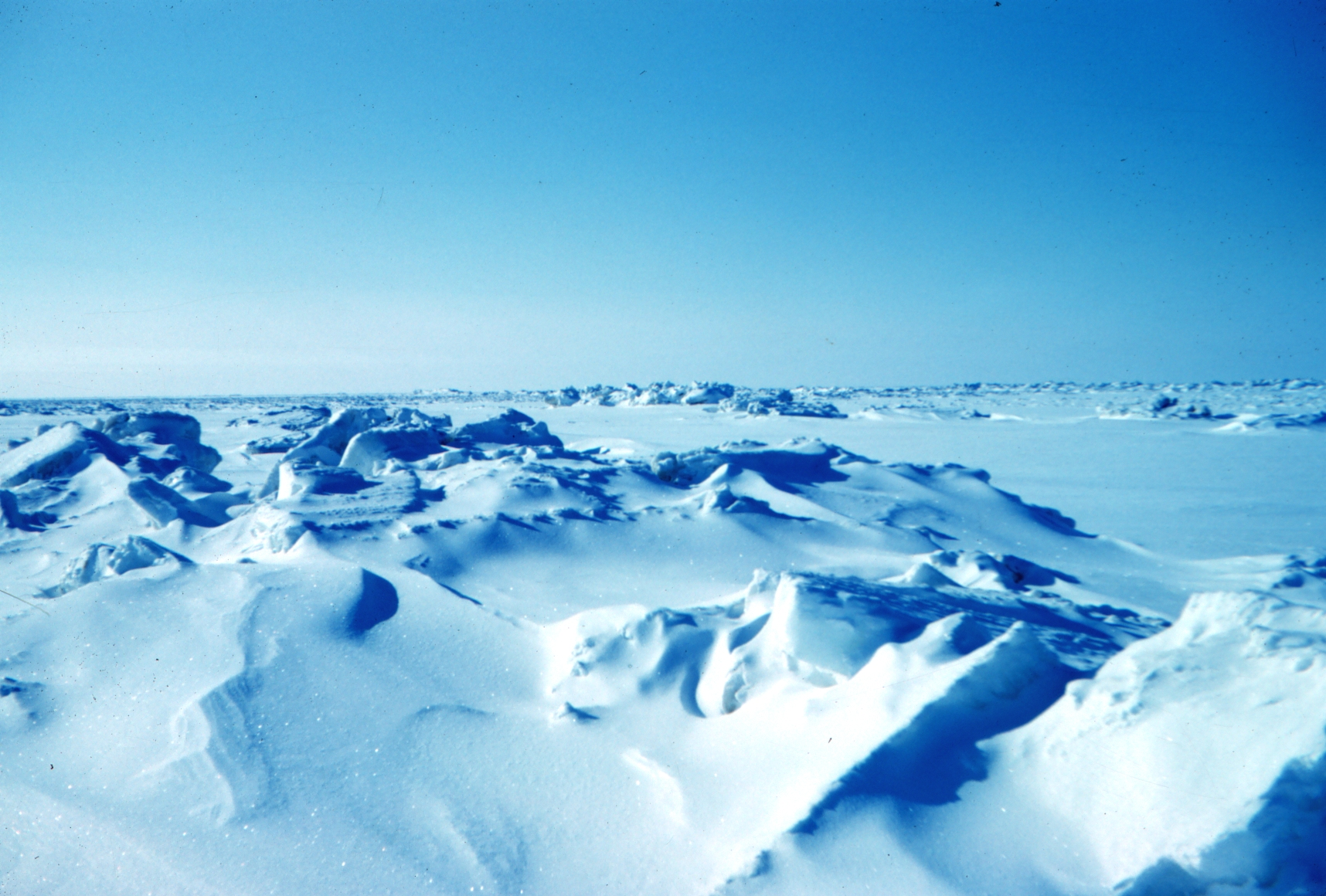
Veduta invernale della superficie ghiacciata del Mare di Beaufort; Alaska North Slope; Primavera 1949; Autore: Rear Admiral Harley D. Nygren, NOAA Corps (ret.)

L'acqua ghiacciata si forma sulla superficie della Terra principalmente come coltre di neve, ghiaccio di acqua dolce nei laghi e fiumi, banchise, ghiacciai, calotte polari, suolo temporaneamente ghiacciato e permafrost (terreno permanentemente ghiacciato). Il tempo di permanenza dell'acqua in ognuno di questi sottosistemi criosferici varia in modo considerevole. La coltre di neve e il ghiaccio d'acqua dolce sono essenzialmente stagionali e la maggior parte del ghiaccio nel mare, eccetto il ghiaccio nell'Artide centrale, dura solo pochi anni, se non è stagionale. Una data particella d'acqua nel ghiacciaio, calotte polari, o ghiaccio terrestre, comunque, può rimanere ghiacciato per 10-100 000) anni o anche più, e il ghiaccio che si trova in profondità in zone dell'Antartide orientale può avere un'età di circa un milione di anni.
La maggior parte del volume di ghiaccio nel mondo si trova nella regione antartica, principalmente nella calotta polare antartica orientale. In termini di estensione, tuttavia, la neve invernale e l'estensione del ghiaccio nell'emisfero boreale coprono l'area più grande, che a gennaio corrisponde mediamente al 23% dell'area della superficie emisferica. La grande estensione dell'area e l'importante ruolo climatico di neve e ghiaccio, relativi alle loro uniche proprietà fisiche, indicano che la capacità di osservare e modellare la neve e le estensioni di coltri di ghiaccio, spessore, e proprietà fisiche (proprietà radiative e termiche) è di particolare significato per la ricerca climatica.
Ci sono diverse proprietà fisiche fondamentali riguardo alla neve e al ghiaccio che modulano scambi di energia fra la superficie e l'atmosfera. Le proprietà più importanti sono l'indice di riflessione della superficie (albedo), la capacità di trasferire calore (diffusività termica) e mutare stato (calore latente). Queste proprietà fisiche, insieme all'irregolarità della superficie, l'emissività, e le caratteristiche dielettriche, hanno importanti implicazioni anche nell'osservazione della neve e del ghiaccio dallo spazio. Per esempio, l'irregolarità della superficie è spesso il fattore dominante che determina la forza della radiazione di ritorno dei radar. Le proprietà fisiche come la struttura del cristallo, densità, estensione, e contenuto di acqua liquida sono fattori importanti che riguardano gli spostamenti di calore ed acqua e la dispersione dell'energia nelle microonde.

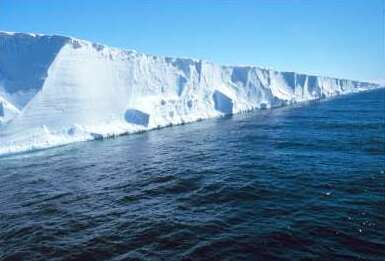
Antartide (barriera di Ross)

La riflettanza della superficie della radiazione solare in arrivo è importante per l'equilibrio dell'energia in superficie (SEB, surface energy balance). Essa è il rapporto di riflessione alla radiazione solare incidente, comunemente riferito come albedo. I climatologi sono innanzitutto interessati ad unificare l'albedo sulla porzione dell'onda corta dello spettro elettromagnetico (~0,3-3,5 nm), che coincide con il principale input dell'energia solare. In genere, i valori di albedo per superfici coperte di neve non in fusione sono alti (~80-90%) tranne nel caso di foreste. Gli alti valori di albedo di neve e ghiaccio causano rapidi spostamenti nella riflettanza della superficie in autunno e primavera ad alte latitudini, ma il significato climatico globale di questo incremento è spazialmente e temporaneamente modulato dalla copertura nuvolosa. (l'albedo planetario è determinato principalmente dalla copertura nuvolosa, anche a causa delle piccole quantità di radiazione solare totale ricevuta ad alte latitudini durante i mesi invernali). L'estate e l'autunno sono periodi di nuvolosità medio-alta sull'Oceano Artico così la retroazione dell'albedo, associata con i grandi mutamenti stagionali nell'estensione della banchisa, è fortemente ridotta. Groisman ed altri (1994) notarono che la coltre di neve mostrava la più grande influenza sull'equilibrio radiativo della Terra nel periodo primaverile (da aprile a maggio) e che la radiazione solare era maggiore sopra le aree coperte di neve.
Le proprietà termiche degli elementi criosferici hanno anche importanti conseguenze climatiche. Neve e ghiaccio hanno una molto più bassa diffusività termica dell'aria. La diffusività termica è una misura della velocità con la quale le onde di temperatura possono penetrare una sostanza. Neve e ghiaccio hanno un ordine di grandezza molto meno efficiente nel diffondere il calore rispetto all'aria. La coltre di neve isola la superficie terrestre, e la banchisa isola il sottostante oceano, disaccoppiando l'interfaccia superficie-atmosfera rispetto al calore e ai flussi di umidità. Il flusso di umidità da una superficie d'acqua viene eliminata anche da un sottile strato di ghiaccio, laddove il flusso di calore attraverso il sottile ghiaccio continua ad essere consistente fino a che esso non raggiunga uno spessore in eccesso di 30–40 cm. Ad ogni modo, anche una piccola quantità di neve sopra il ghiaccio ridurrà drasticamente il flusso di calore rallentando il tasso della crescita del ghiaccio. L'effetto isolante della neve ha anche implicazioni maggiori per il ciclo idrologico. Nelle regioni non-permafrost, l'effetto isolante della neve è tale che ghiaccia solo il suolo vicino alla superficie e il drenaggio delle acque profonde è ininterrotto.

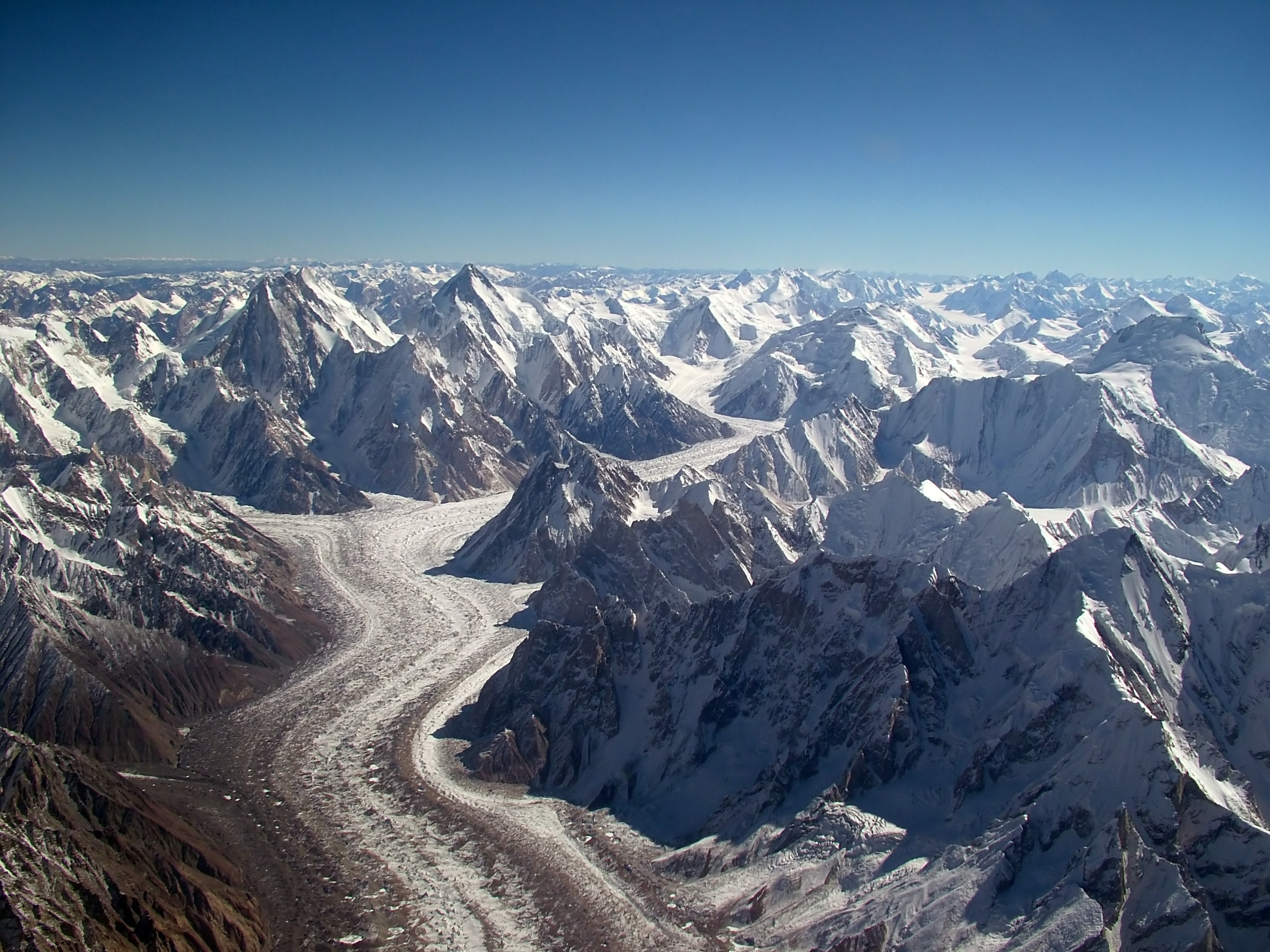
Ghiacciaio Baltoro (Karakorum)

Mentre in inverno neve e ghiaccio agiscono per isolare la superficie dalle grandi perdite di energia, essi funzionano anche per rallentare il riascaldamento nella primavera ed estate a causa della grande quantità di energia richiesta per fondere il ghiaccio (il calore latente di fusione, 3,34×105 J/kg a 0 °C). Tuttavia, la forte stabilità statica dell'atmosfera sopra aree di ampie distese di neve o ghiaccio tende a confinare l'effetto del raffreddamento immediato ad uno strato relativamente poco profondo, in modo che le anomalie atmosferiche associate sono di solito di breve durata e locali, su scala regionale. In alcune aree del mondo come l'Eurasia, tuttavia, è noto che il raffreddamento associato con un pesante ammasso di neve ed umidi suoli primaverili giochi un ruolo nel modulare la circolazione dei monsoni estivi. Gutzler e Preston (1997) recentemente presentarono una dimostrazione per giustificare una simile retroazione della circolazione neve-estate nel Sud-Ovest degli Stati Uniti.
Il ruolo della coltre di neve nel modulare i monsoni è precisamente un esempio di una retroazione criosfera-clima a breve termine coinvolgendo la superficie terrestre e l'atmosfera. Dalla figura 1 è possibile vedere che ci sono numerose retroazioni di criosfera-clima nel sistema globale del clima. Queste agiscono sopra un vasto campo di scale spaziali e temporali, dal raffreddamento locale stagionale delle temperature dell'aria alle variazioni su scala emisferica nelle calotte polari, nell'arco di tempo di migliaia di anni. I meccanismi di retroazione coinvolti sono spesso complessi e non compresi ancora completamente.

### Neve

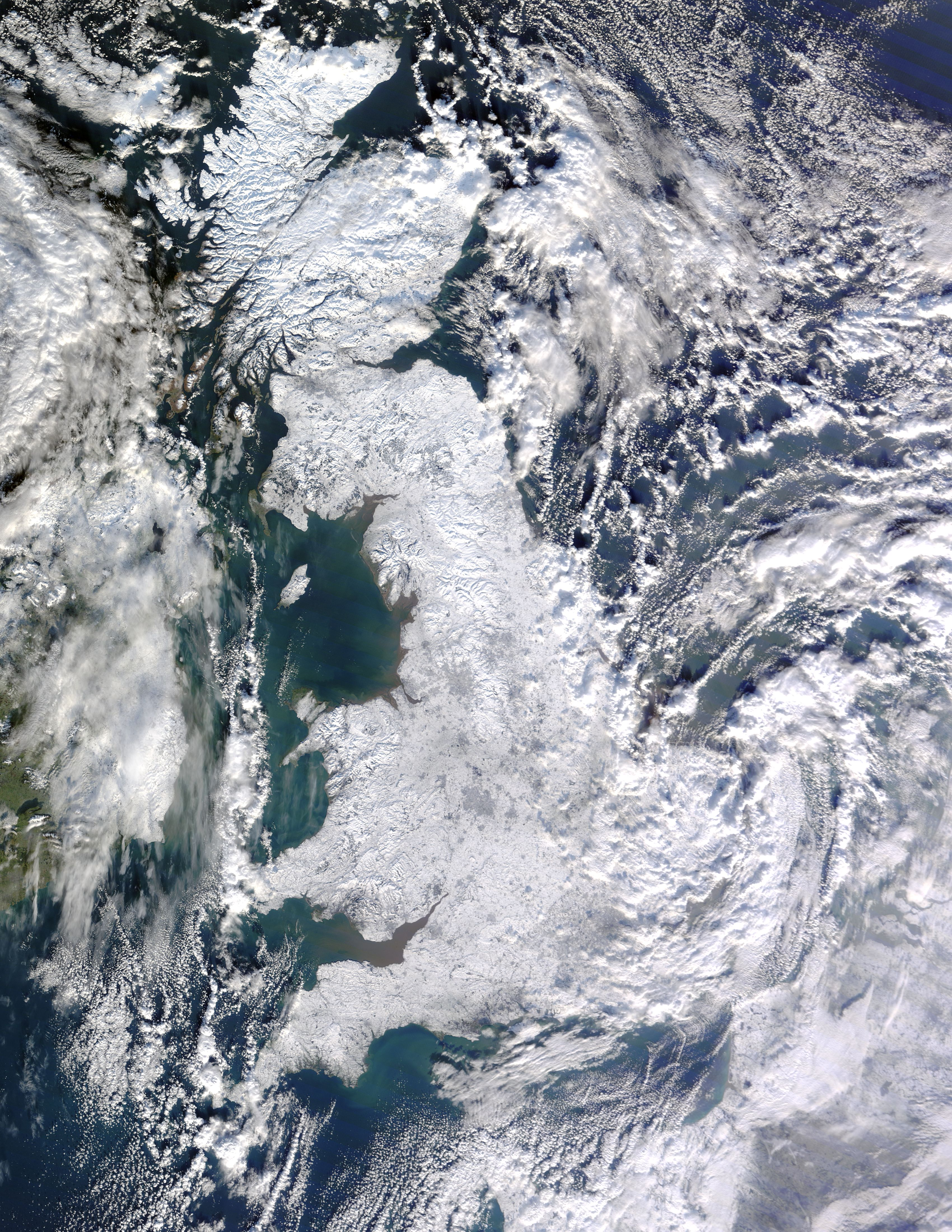
La Gran Bretagna ricoperta dalla neve nell'inverno 2009-2010. Immagine satellitare ottenuta attraverso lo strumento MODIS della NASA.

La coltre di neve è la seconda area estensiva più grande di ogni componente della criosfera, con un massimo di estensione areale media di circa 47 milioni di km². La maggior parte dell'area terrestre coperta di neve (snow-covered area, SCA) è localizzata nell'emisfero boreale, e la variabilità temporale è dominata dal ciclo stagionale; L'estensione della coltre di neve nell'emisfero boreale varia da 46,5 milioni di km² a gennaio fino a 3,8 milioni di km² in agosto. La SCA dell'inverno nordamericano ha mostrato un incremento per buona parte del secolo in gran parte come risposta a un incremento di precipitazioni.
Tuttavia, i dati satellitari disponibili mostrano che la coltre di neve invernale nell'emisfero boreale ha fornito poca variabilità interannuale nel periodo che va dal 1972 al 1996, con un coefficiente di variazione (COV=s.d./media) della coltre a gennaio inferiore a 0,04. Secondo Groisman ed altri la coltre di neve nella primavera dell'emisfero boreale (1994) mostrerebbe una diminuzione che tende a spiegare l'aumento delle temperature atmosferiche primaverili in questo secolo. Stime preliminari della SCA scaturite dai dati storici e ricostruiti in situ riguardo alla coltre di neve suggeriscono che questo sia il caso per l'Eurasia, ma non per l'America settentrionale, dove la coltre di neve primaverile è rimasta vicino ai livelli attuali nella maggior parte del secolo. A causa della relazione intima osservata tra la temperatura dell'aria emisferica e l'estensione della coltre di neve riguardo al periodo dei dati satellitari, c'è un interesse notevole nel monitoraggio dell'estensione della coltre di neve nell'emisfero boreale per rilevare e monitorare il mutamento climatico.

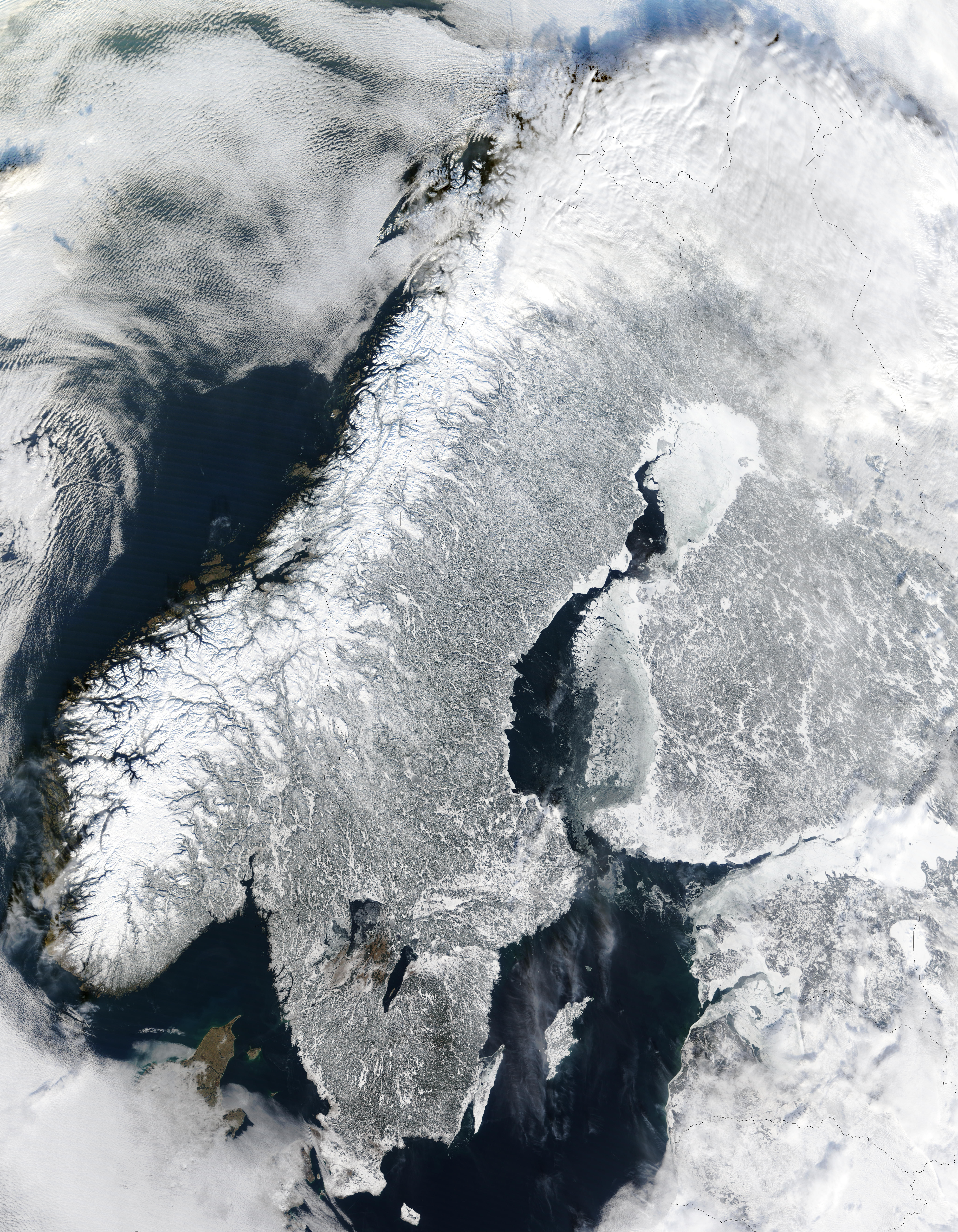
La penisola scandinava ricoperta dalla neve nel febbraio del 2003. Immagine satellitare ottenuta attraverso lo strumento MODIS della NASA.

La coltre di neve è un deposito estremamente importante nell'equilibrio idrologico, specialmente gli ammassi di neve stagionale nelle zone montagnose del mondo. Sebbene limitata in estensione, la neve stagionale delle montagne della Terra si estende a vantaggio della maggiore fonte del deflusso delle correnti dei corsi d'acqua e falde acquifere ricaricate su vaste aree di media latitudine. Per esempio, oltre l'85% del deflusso annuale del bacino del Colorado trae origine dalla fusione delle nevi. Il deflusso della fusione di neve proveniente dalle montagne della Terra riempie i fiumi e ricarica le falde acquifere delle cui rosorse idriche dipendono oltre un miliardo di persone.
Inoltre, oltre il 40% delle aree protette del mondo sono montane, attestando il loro valore sia come ecosistemi unici bisognosi di protezione che come aree di ricreazione per la specie umana. Ci si aspetta che il riscaldamento climatico risulti nei maggiori cambiamenti dovuti alla separazione di neve, alle precipitazioni piovose e al tempismo della fusione delle nevi, che avranno importanti implicazioni per l'uso e la gestione delle risorse idriche. Questi mutamenti implicano anche potenzialmente retroazioni in un arco di tempo più lungo per il sistema climatico, attraverso mutamenti temporali e spaziali dell'umidità del suolo e il deflusso verso gli oceani. I flussi di acqua dolce originati dalla coltre di neve che vanno a defluire verso l'ambiente marino possono essere importanti, poiché il flusso totale è probabilmente della stessa grandezza delle catene montuose desalinizzate ed aree di detriti della banchisa. Inoltre, c'è la tendenza associata di sostanze inquinanti precipitate che si accumulano nell'inverno artico con nevicate e sono rilasciate poi nell'oceano per ablazione della coltre della banchisa.

### Banchisa

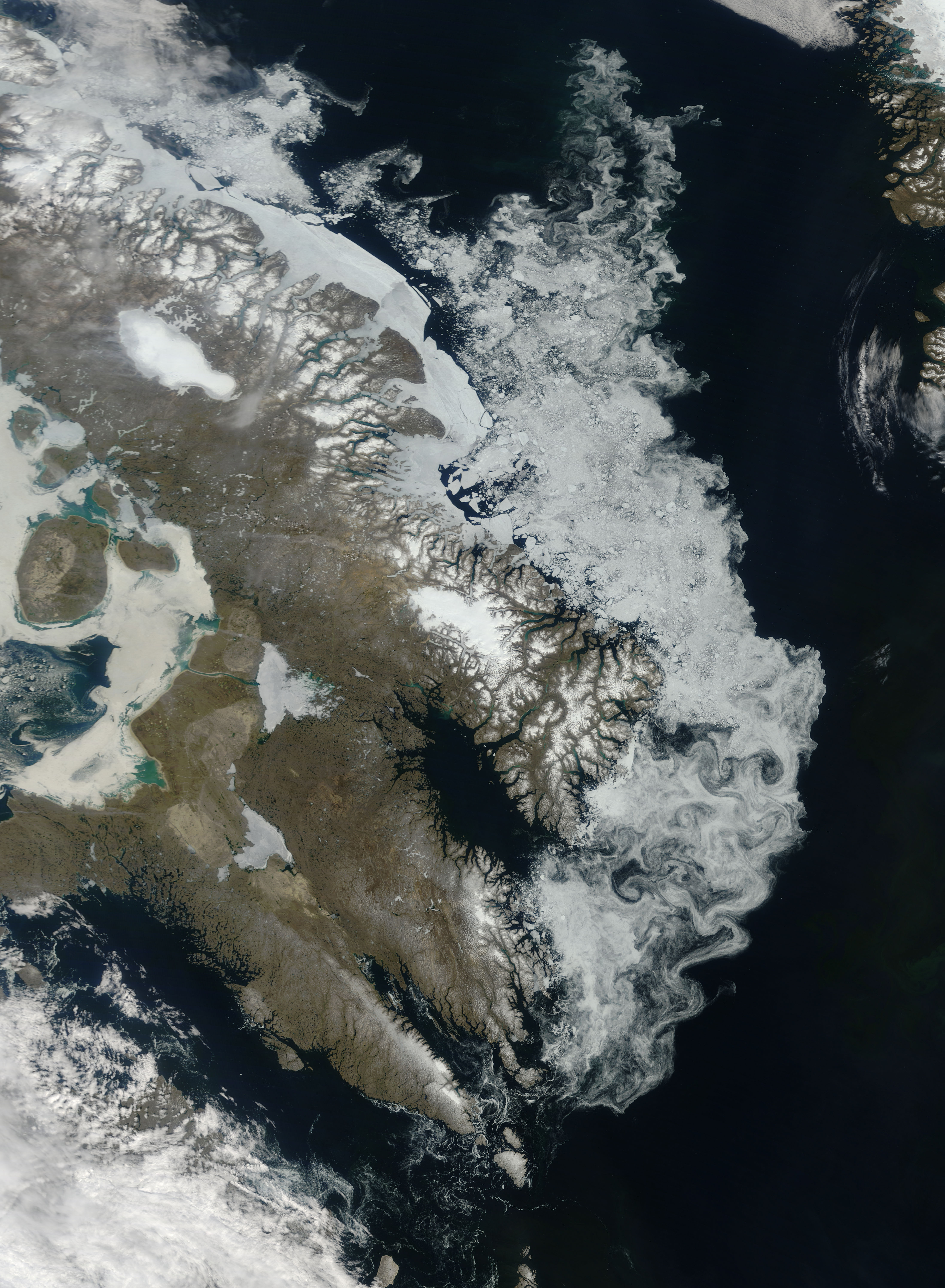
Banchisa al largo dell'Isola di Baffin, in Canada nel luglio del 2009. Immagine satellitare ottenuta attraverso lo strumento MODIS della NASA.

La banchisa copre buona parte degli oceani polari e si forma dal congelamento dell'acqua marina. I dati forniti dal satellite fin dagli inizi degli anni '70 rivelano una considerevole variabilità stagionale, regionale e interannuale nella banchisa che copre entrambi gli emisferi. Stagionalmente, l'estensione della banchisa nell'emisfero australe varia di un fattore di 5, da un minimo di 3-4 milioni di km² a febbraio ad un massimo di 17-20 milioni di km² a settembre. La variazione stagionale è molto minore nell'emisfero boreale dove la natura limitata e le alte latitudini dell'Oceano Artico danno come risultato una coltre di ghiaccio perenne molto più grande, e la terra circostante viene a delimitare l'estensione verso l'equatore del ghiaccio del periodo invernale. In questo modo, la variabilità stagionale dell'estensione del ghiaccio nell'emisfero boreale varia soltanto di un fattore di 2, da un minimo di 7-9 milioni di km² a settembre ad un massimo di 14-16 milioni di km² a marzo.
La coltre di ghiaccio mostra una variabilità interannuale su scala regionale molto più grande di quanto faccia a livello emisferico. Per esempio, nelle regioni dei Mari di Okhotsk e del Giappone, l'estensione massima del ghiaccio diminuisce da 1,3 milioni di km² nel 1983 fino a 0,85 milion di km² nel 1984, una diminuzione del 35%, prima di ristabilizzarsi l'anno seguente intorno a 1,2 milioni di km². Le fluttuazioni regionali in entrambi gli emisferi sono tali che per ogni periodo, di diversi anni di registrazione satellitare, alcune regioni mostrano una copertura di ghiaccio in diminuzione, mentre altre registrano una coltre di ghiaccio in aumento. L'andamento complessivo indicato nella registrazione delle microonde in modo passivo, dal 1978 fino alla metà del 1995, mostra che l'estensione della banchisa artica è in diminuzione del 2,7% per decennio. Un successivo lavoro indica che dal tardo ottobre del 1978 fino alla fine del 1996 l'estensione della banchisa artica è diminuita del 2,9% per ogni decennio, mentre l'estensione della banchisa antartica è aumentata del 1,3% per ogni decennio.

### Congelamento di fiumi e laghi

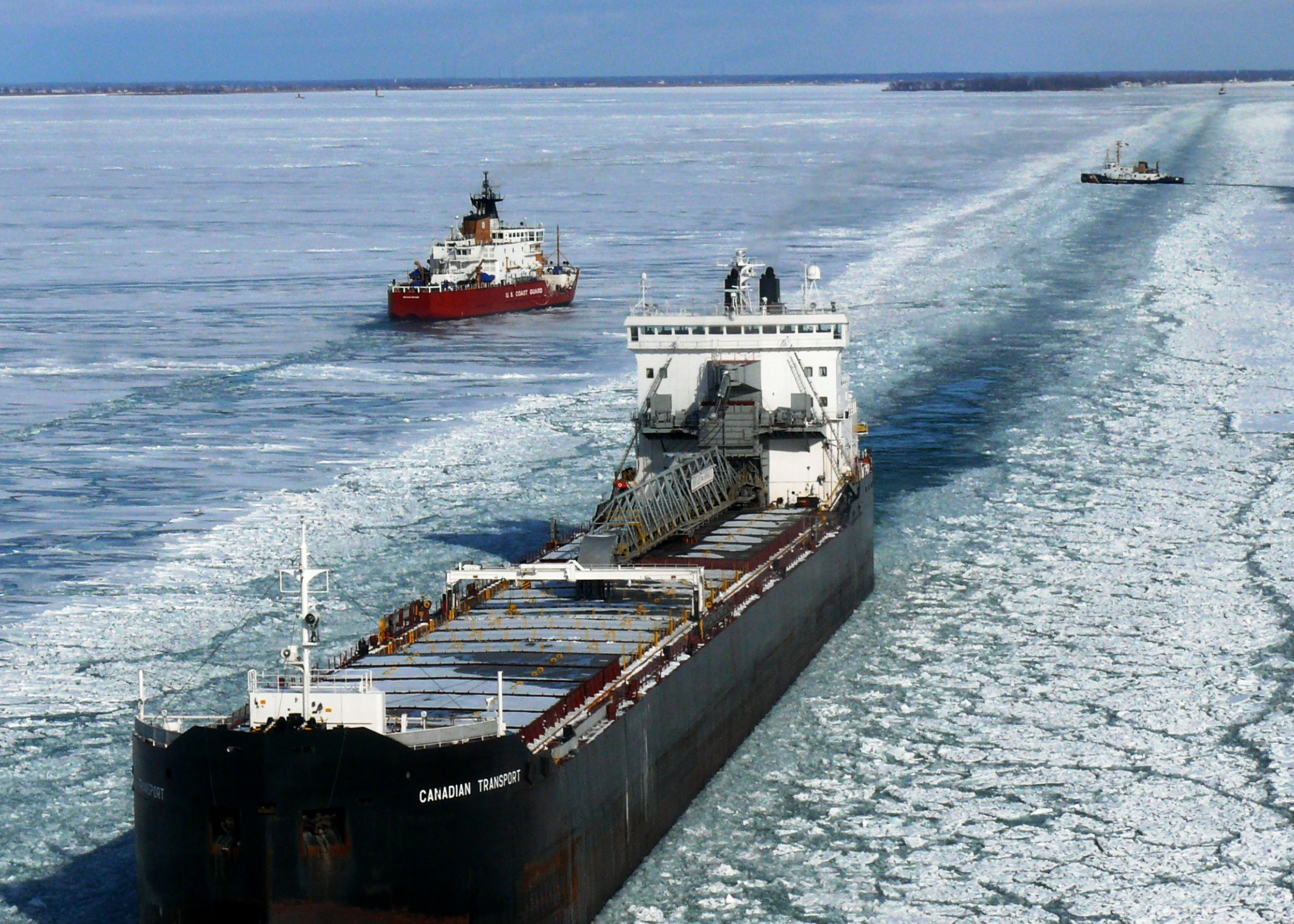
La superficie congelata del lago Huron.

Il ghiaccio si forma su fiumi e laghi in seguito al raffreddamento stagionale. Le dimensioni delle masse di ghiaccio coinvolte sono troppo piccole e dunque esercitano soltanto effetti climatici localizzati. Ad ogni modo, i processi di congelamento/scioglimento avvengono su larga scala e i fattori atmosferici locali, come quello della considerevole variabilità interannuale, esistono nelle date dell'apparizione e scomparsa del ghiaccio.
Una serie di lunghe osservazioni sul ghiaccio dei laghi può servire come una documentazione climatica proxy e la monitorizzazione degli andamenti di congelamento e scioglimento possono fornire un indice stagionalmente specifico integrato e conveniente delle perturbazioni climatiche. Informazioni sulle condizioni del ghiaccio del fiume è meno utile come un proxy climatico perché la formazione del ghiaccio dipende fortemente dal regime del flusso del fiume, il quale è interessato da precipitazioni, scioglimento di neve e il deflusso dello spartiacque come pure può essere soggetto a interferenza umana la quale direttamente modifica il flusso del canale, oppure indirettamente attraverso pratiche per l'utilizzo del suolo.

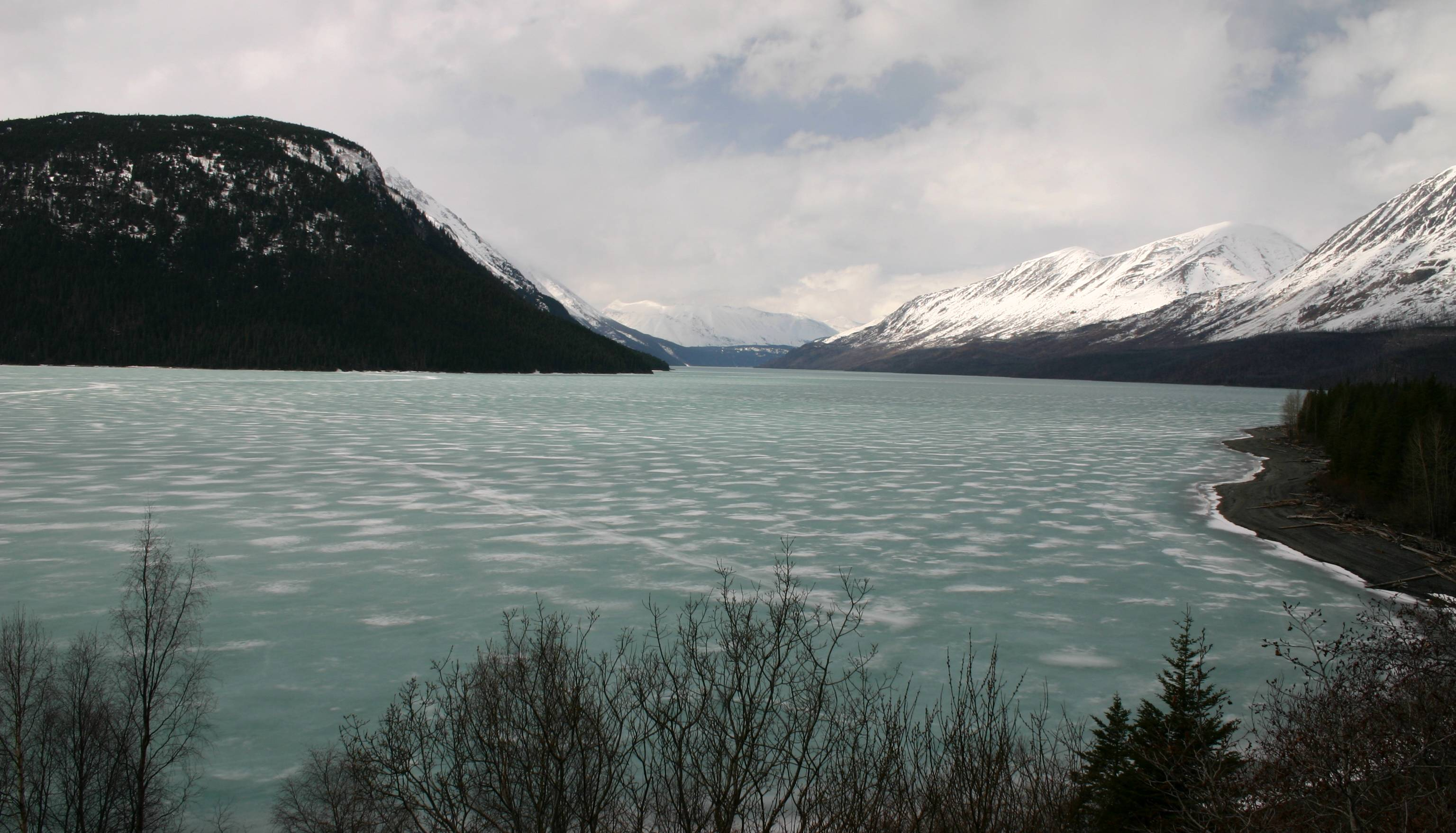
Il lago Kenai in Alaska.

Il congelamento del lago dipende dall'immagazzinamento del calore nel lago e dunque dalla sua profondità, corso e temperatura di ogni afflusso, e gli scambi di energia fra acqua ed aria. L'informazione riguardo alla profondità del lago non è spesso disponibile, sebbene qualche indicazione sulla profondità dei laghi poco profondi dell'Artico possa essere ottenuta da immagini fornite da radar aviotrasportato durante il tardo inverno e da immagini ottiche ottenute tramite strumentazione aviotrasportata durante l'estate. Il tempismo (timing) dello scioglimento viene modificato dalla neve profonda sul ghiaccio come pure dal suo spessore e dall'afflusso d'acqua dolce.

### Suolo ghiacciato e permafrost

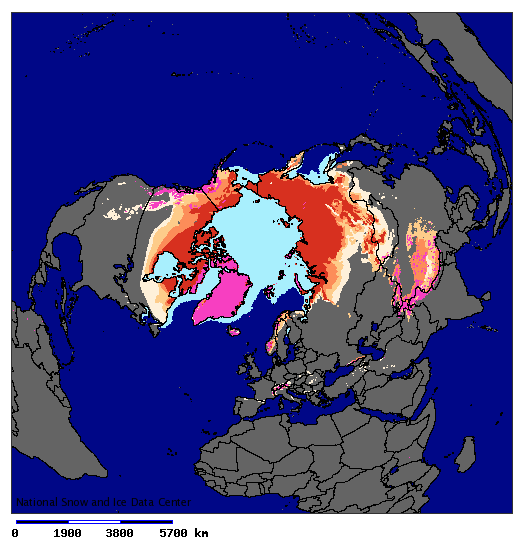
Localizzazione del permafrost nell'emisfero boreale.

Il suolo ghiacciato (permafrost e il congelamento stagionale del suolo) occupa approssimativamente 54 milioni di km² delle aree della terra dell'emisfero boreale (Zhang ed altri, 2003) e dunque ha la più grande estensione areale di ogni componente della criosfera. Il permafrost (suolo ghiacciato perennemente) può realizzarsi dove le "temperature medie annuali dell'aria" (MAAT, mean annual air temperatures) sono inferiori a -1 o -2 °C ed è generalmente persistente dove le MAAT sono inferiori a -7 °C. Inoltre, la sua estensione e spessore sono interessati dal contenuto dell'umidità nel suolo, copertura di vegetazione, neve profonda invernale e aspetto stagionale. L'estensione globale di permafrost non è ancora completamente conosciuta in quanto prosegue anche sotto i mari freddi poco profondi, ma soggiace approssimativamente nel 20% delle aree della regione dell'emisfero boreale. Lo spessore supera i 600 m lungo la costa artica della Siberia del nord-est ed Alaska, ma, verso i margini, il permafrost diventa più sottile ed orizzontalmente discontinuo.
Le zone marginali saranno più immediatamente soggette ad ogni scioglimento provocato da un andamento del riscaldamento. La maggior parte del permafrost attualmente esistente si è formato durante le ere precedenti con condizioni più fredde ed è dunque residuale. Tuttavia, il permafrost può formarsi sotto i climi polari del giorno d'oggi dove i ghiacciai arretrano o l'affioramento della terra espone il suolo disgelato. Washburn (1973) concluse che la maggior parte del permafrost permanente è in equilibrio con il clima presente alla sua più elevata superficie, ma i mutamenti alla base dipendono dal clima attuale e flussi di calore geotermico; diversamente, la maggior parte del permafrost discontinuo è probabilmente instabile o “in tale delicato equilibrio che il più leggero mutamento climatico o di superficie produrrà un drastico disequilibrio”.

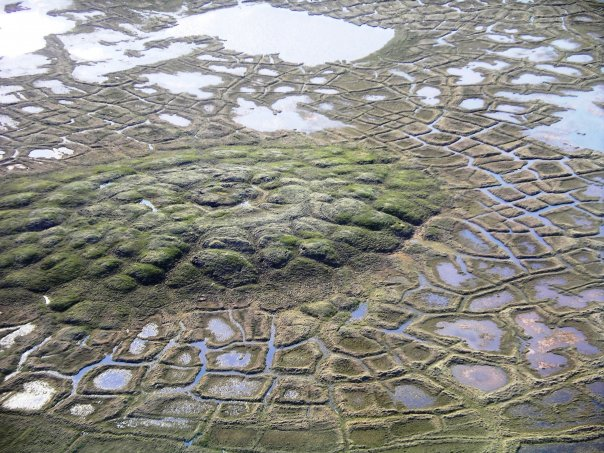
Un pingo nella fase del disgelo, circondato da ice wedge (coni di ghiaccio) nei pressi di Tuktoyaktuk, nel Canada settentrionale.

Sotto le condizioni di riscaldamento, la profondità in aumento dello strato attivo in estate ha impatti significativi sui regimi idrologici e geomorfici. La fusione e l'arretramento del permafrost è stato riportato nell'alta Valle del Mackenzie e lungo il margine meridionale del suo verificarsi nel Manitoba, ma tali osservazioni non sono difficili da quantificare e generalizzare. Basato sui gradienti della latitudine media della temperatura dell'aria, uno spostamento medio verso nord del confine del permafrost meridionale da 50 a 150 km potrebbe essere previsto, sotto condizioni di equilibrio, per un riscaldamento di 1 °C.
Soltanto una frazione della zona di permafrost è costituità dal ghiaccio terrestre attuale. Il restante (permafrost secco) è semplicemente suolo o roccia a temperature al di sotto del congelamento. Il volume di ghiaccio è generalmente più grande nella maggior parte degli strati superiori del permafrost e principalmente comprende ghiaccio poroso segregato nel materiale della Terra. Le misurazioni delle temperature dei fori praticati dalle sonde nel permafrost possono essere utilizzate come indicatori di mutamenti netti nel regime della temperatura. Gold e Lachenbruch (1973) dedussero un riscaldamento di 2-4 °C nell'arco di tempo che va da 75 a 100 anni a Cape Thompson, Alaska, dove il 25% del più elevato permafrost spesso 400-m è instable rispetto a un profilo di equilibrio della temperatura con la profondità (per la presente temperatura di superficie media annuale di -5 °C). Le influenze del clima marittimo possono avere influenzato questa valutazione, in un modo o nell'altro. A Prudhoe Bay dati simili implicano un riscaldamento di 1,8 °C negli ultimi 100 anni. Ulteriori complicazioni possono essere introdotte dai cambiamenti nelle profondità della coltre di neve e dalle perturbazioni naturali o artificiali della vegetazione in superficie.

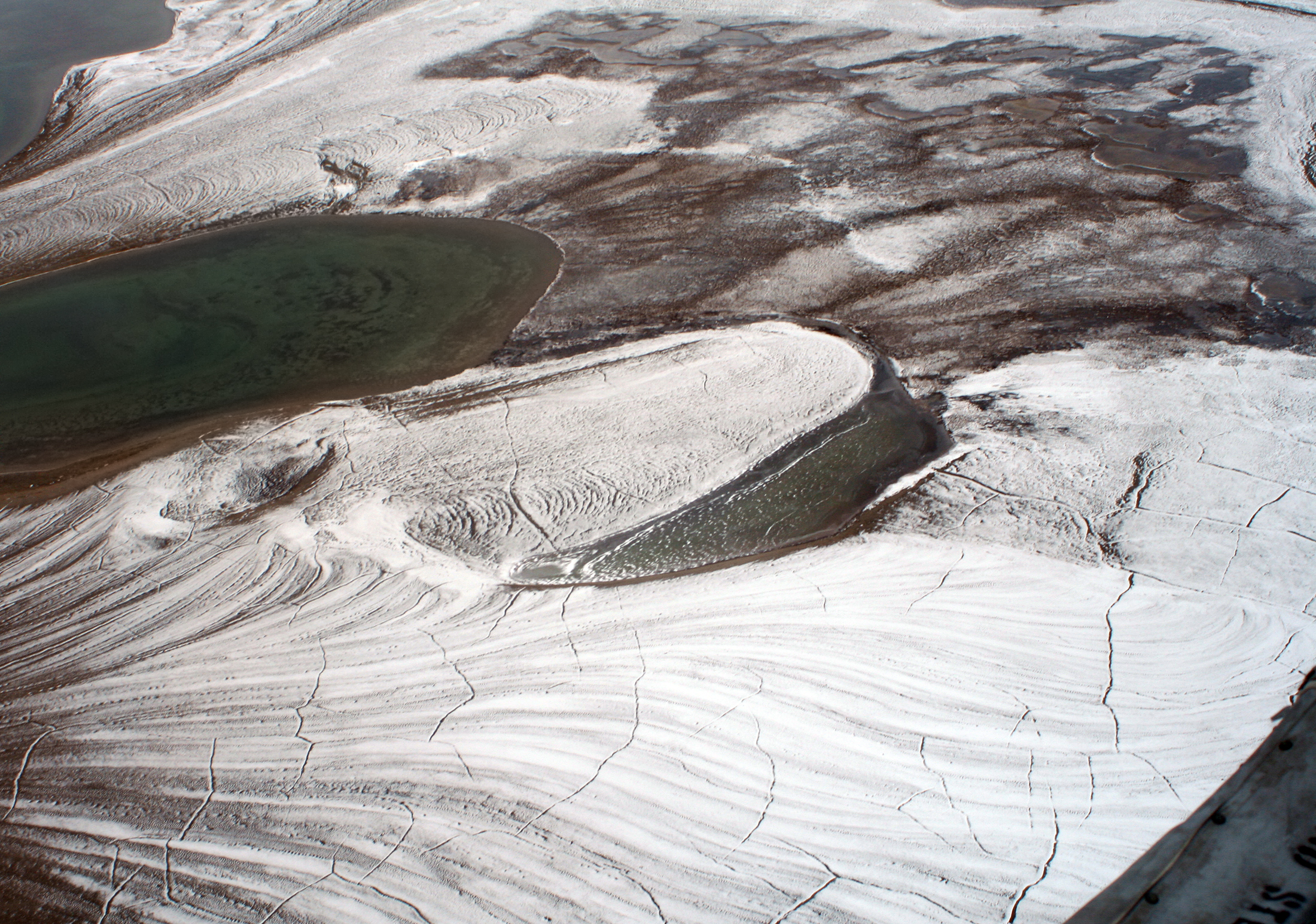
Immagine aerea di permafrost nell'Artico.

I potenziali andamenti del permafrost che disgela sono stati stabiliti da Osterkamp (1984), ovvero: due secoli o meno per un permafrost di 25 metri di spessore nelle zone discontinue ed interne dell'Alaska, considerando un riscaldamento che va da -0,4 a 0 °C in 3-4 anni, seguito da un successivo aumento di 2,6 °C. Sebbene la risposta della (profondità del) permafrost al mutamento di temperatura sia tipicamente un processo molto lento, c'è una grande evidenza per il fatto che lo spessore dello strato attivo rapidamente risponde ad un mutamento di temperatura. Facendo una simulazione di riscaldamento o raffreddamento, il mutamento climatico globale avrà un effetto significativo sulla durata dei periodi liberi dal gelo nelle regioni con suolo ghiacciato sia stagionalmente che perennemente.
Sotto il permafrost artico sono sigillate ampie riserve di metano, ed il suo scioglimento le libererà nell'atmosfera con influssi sul cambiamento climatico in quanto gas serra.

### Ghiacciai e calotte polari

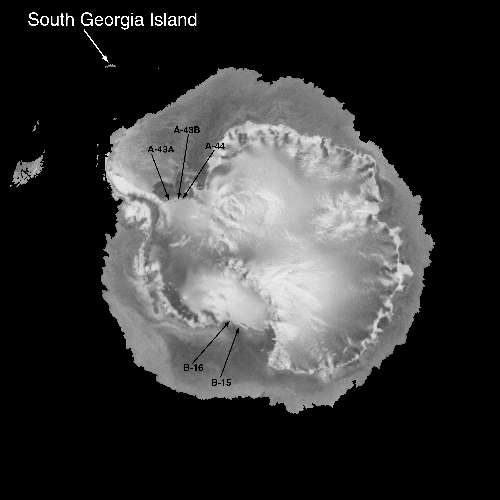
Immagine satellitare dell'Antartide ottenuta nel maggio del 2000 con il satellite QuikSCAT della NASA.

Le calotte polari sono le più grandi sorgenti potenziali di acqua dolce, contenenti approssimativamente il 77% delle risorse dell'intero pianeta. Ciò equivale a 80 m del livello mare, con l'Antartide in testa le cui riserve ammontano al 90%. La Groenlandia incide maggiormente nel rimanente 10%, con altre masse di ghiaccio e ghiacciai per meno del 0,5%. A causa della loro dimensione in relazione alle variazioni annuali di accumulo o fusione di neve, il tempo di permanenza dell'acqua in masse di ghiaccio può estendersi a 100 000 o 1 milione di anni. Di conseguenza, ogni perturbazione climatica produce risposte lente, che accadono nei periodi glaciali ed interglaciali. I ghiacciai della valle rispondono rapidamente alle fluttuazioni climatiche con tipici tempi di risposta di 10-50 anni. Tuttavia, la risposta di singoli ghiacciai può essere asincrona rispetto alla stessa condizione climatica a causa delle differenze nella lunghezza del ghiacciaio, altezza, inclinazione, e velocità di spostamento. Oerlemans (1994) fornì la prova di un coerente ritiro del ghiacciaio su scala globale che potrebbe essere spiegato da una tendenza lineare di riscaldamento di 0,66 °C ogni 100 anni.

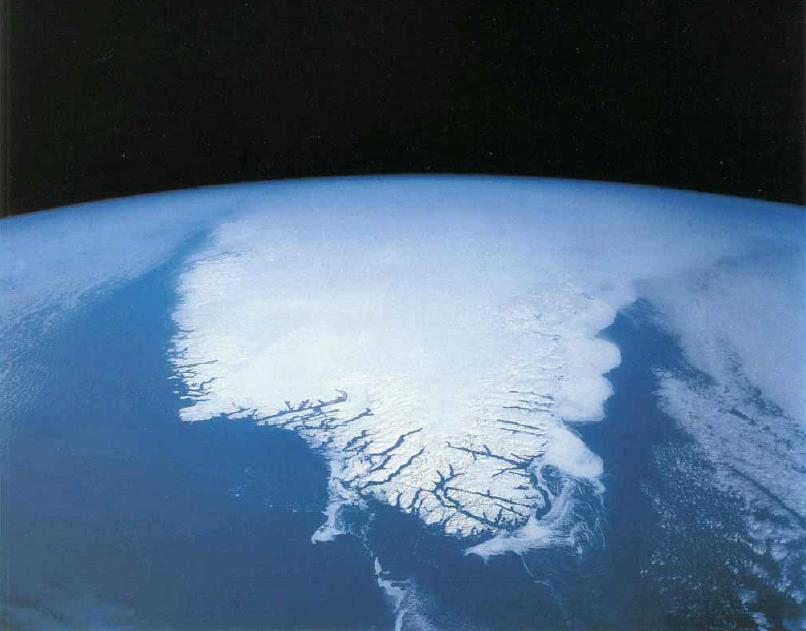
La Groenlandia meridionale ripresa dallo Space Shuttle nel marzo del 1992.

Mentre è probabile che le variazioni dei ghiacciai abbiano effetti minimi sul clima globale, la loro recessione può avere contribuito da un terzo a un mezzo all'aumento del livello del mare osservato nel XX secolo. Inoltre, è estremamente probabile che tale estesa recessione del ghiacciaio come si è attualmente osservato nella Cordigliera Occidentale del Nord America, dove i deflussi dai bacini ghiacciati vengono utilizzati per l'irrigazione ed energia idroelettrica, implicando significativi impatti idrologici e riguardanti l'ecosistema. L'effettiva pianificazione delle risorse idriche e l'attenuazione dell'impatto in tali aree dipende dallo sviluppo di una conoscenza sofisticata dello stato del ghiaccio nel ghiacciaio e il meccanismo che causa i suoi mutamenti. Inoltre, una chiara comprensione del meccanismo in azione è cruciale per interpretare i segnali del mutamento globale che sono rilevabili nella serie di registrazioni riguardo all'equilibrio di massa del ghiacciaio nell'arco del tempo.
Come per l'equilibrio di massa del ghiacciaio le stime riguardo alle grandi calotte polari portano un'incertezza del 20%. Studi basati sulle nevicate e riguardo alla massa prodotta tendono ad indicare che le calotte polari sono vicine all'equilibrio o emettono acqua negli oceani. Studi sul mare suggeriscono l'innalzamento del livello marino dall'Antartico o la rapida fusione basale delle piattaforme di ghiaccio. Alcuni autori hanno asserito che la differenza fra il tasso osservato dell'innalzamento del livello del mare (circa 2 mm/anno) e il tasso dell'innalzamento del livello del mare dovuto alla fusione dei ghiacciai montani, espansione termica dell'oceano, ecc. (circa 1 mm/anno o meno) è simile allo squilibrio modellato sull'Antartico (circa 1 mm/anno di innalzamento del livello marino), suggerendo un contributo dell'innalzamento del livello proveniente dall'Antartico.

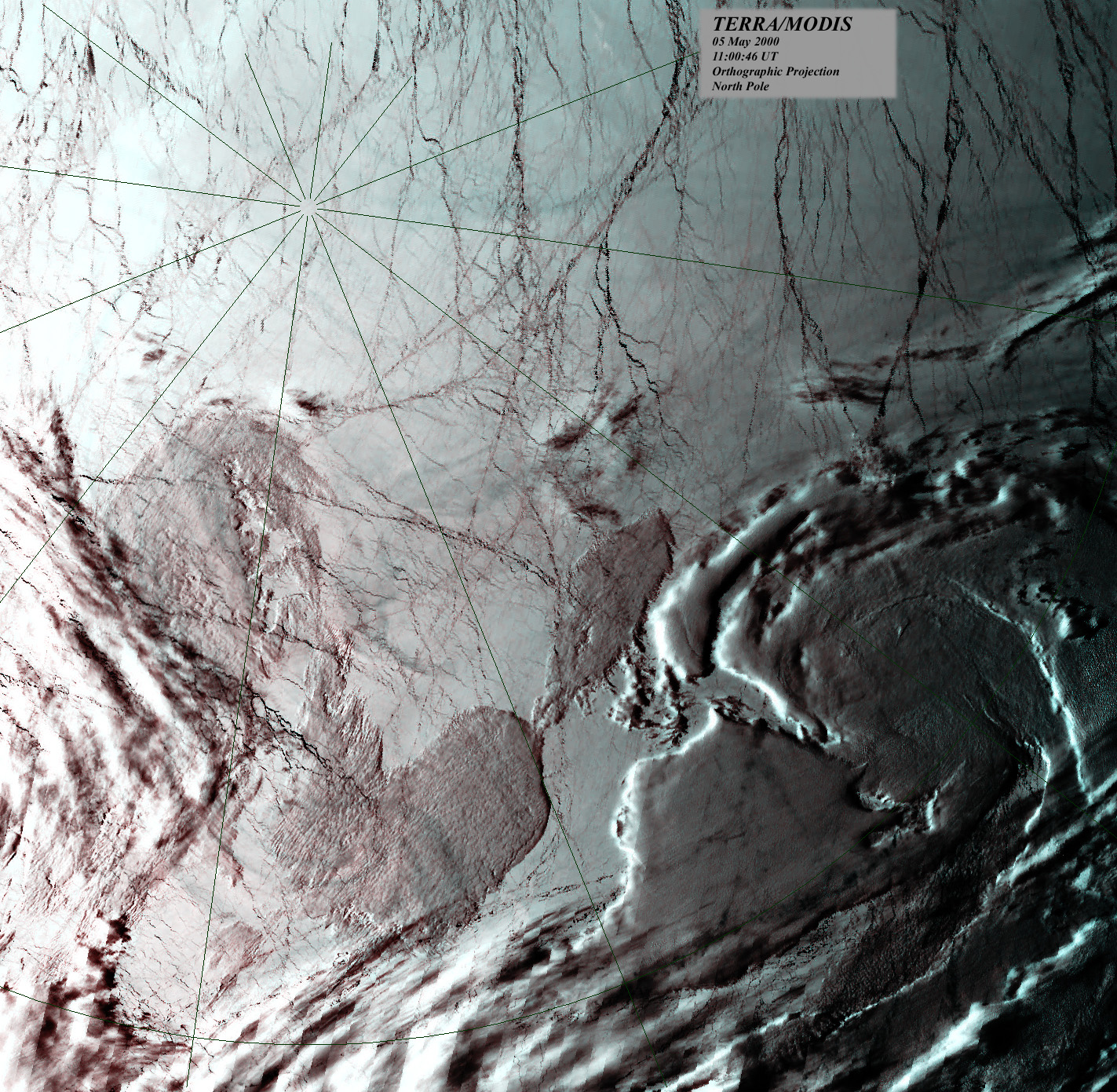
Immagine satellitare dell'Artico durante l'inverno boreale. Credit:MODIS/NASA.

Le relazioni fra clima globale e mutamenti nell'estensione del ghiaccio sono complesse. L'equilibrio della massa dei ghiacciai terrestri e delle calotte polari è determinato dall'accumulazione di neve, soprattutto in inverno, e l'ablazione ottenuta nella stagione calda, dovuta principalmente alla radiazione di rete e ai turbolenti flussi di calore per fondere ghiaccio e neve dall'avvezione aria-caldo, Ad ogni modo, la maggior parte della regione antartica non ha mai sperimentato la fusione superficiale prima degli anni 2000. Dove le masse di ghiaccio terminano nell'oceano, i distacchi di iceberg sono i maggiori contributori alla perdita di massa. In questa situazione, il margine del ghiaccio può estendersi dentro l'acqua profonda come una piattaforma galleggiante, come quello nel Mare di Ross. Nonostante la possibilità che il riscaldamento globale potrebbe apportare perdite al ghiacciaio della Groenlandia essendosi spostato per favorire la calotta polare antartica, c'è maggiore preoccupazione riguardo alla possibilità che un ghiacciaio dell'Antartico Occidentale collassi. Il ghiacciaio dell'Antartico Occidentale è fondato su roccia posta al di sotto del livello del mare, e il suo collasso ha il potenziale di innalzare il livello del mare di tutto il mondo di 6–7 m nel giro di poche centinaia di anni.
La maggior parte della scarico del ghiaccio dell'Antartico Occidentale avviene attraverso i cinque maggiori flussi glaciali presenti in quella parte della calotta, tra cui quelli penetranti nella barriera di Ross, il flusso glaciale Rutford, che alimenta la piattaforma glaciale Ronne-Filchner, sul Mare di Weddell, e i ghiacciai Thwaites e Pine Island, che entrano nel mare di Amundsen. Le opinioni sono discordi attualmente riguardo all'equilibrio di massa di questi sistemi, principalmente a causa dei dati limitati.

### Fonti

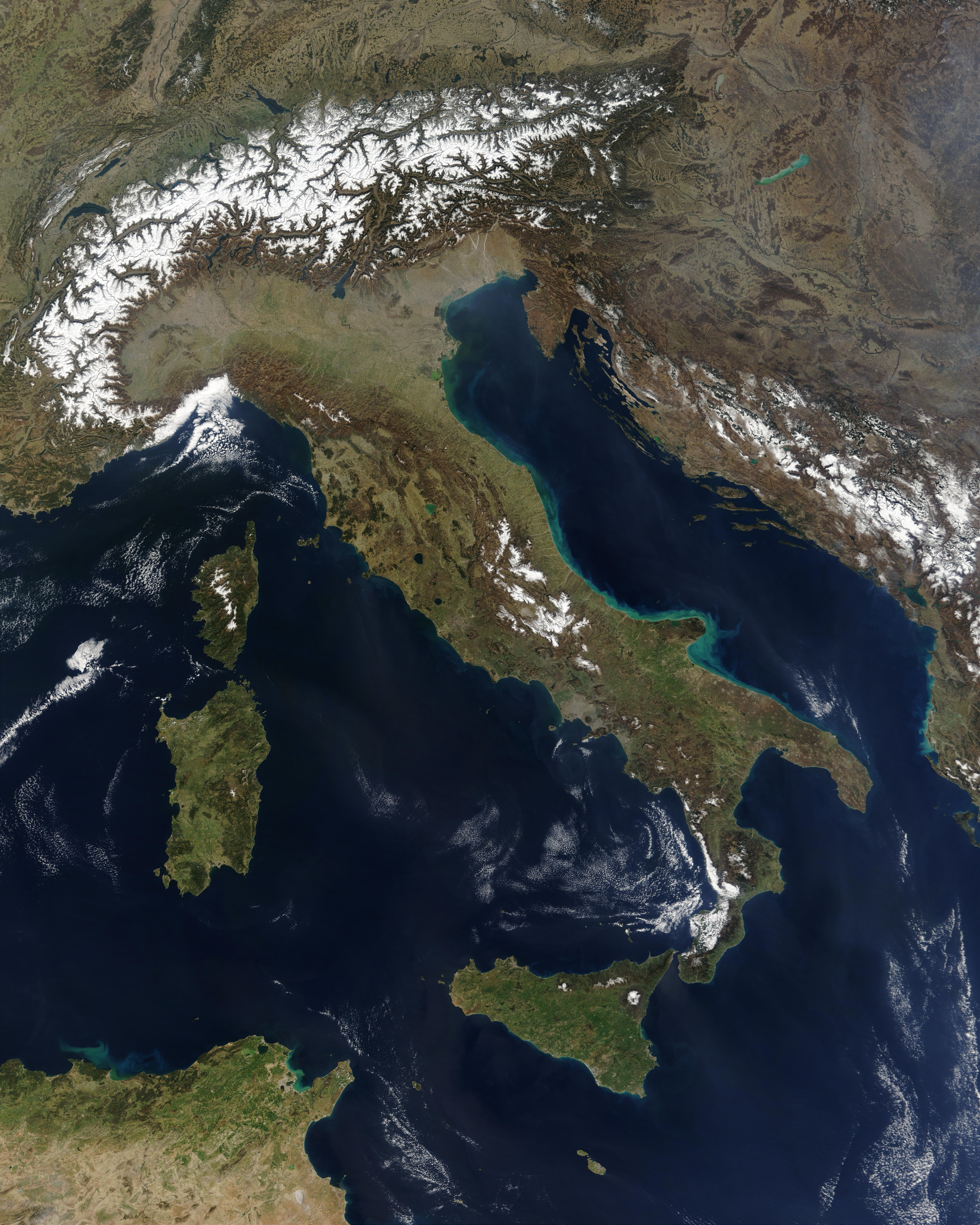
Immagine satellitare dell'Italia ottenuta nel marzo del 2003 attraverso lo strumento MODIS della NASA. Sono evidenti le cime innevate delle Alpi e degli Appennini.

- (EN) R.D. Brown, Cote, P., Interannual variability in landfast ice thickness in the Canadian High Arctic, 1950-89 (PDF), in Arctic, vol. 45, n. 3, 1992,  pp. 273-284. URL consultato il 7 maggio 2010 (archiviato dall'url originale il 30 giugno 2007).
- (EN) R.D. Brown, Goodison, B.E., Interannual variability in reconstructed Canadian snow cover, 1915-1992., in J. Climate, vol. 9, n. 6, 1996,  pp. 1299-1318. URL consultato il 7 maggio 2010.
- (EN) M.T. Chahine, The hydrological cycle and its influence on climate, in Nature, vol. 359, 1992,  pp. 373-380, DOI:10.1038/359373a0.
- (EN) G.M. Flato, Brown, R.D., Variability and climate sensitivity of landfast Arctic sea ice, in J. Geophys. Res., vol. 101, C10, 1996,  pp. 25.767-25.777, DOI:10.1029/96JC02431.
- (EN) P. Ya Groisman, Karl, T.R.; Knight, R.W., Changes of snow cover, temperature and radiative heat balance over the Northern Hemisphere, in J. Climate, vol. 7, n. 11, 1994,  pp. 1633-1656. URL consultato il 7 maggio 2010.
- (EN) M. Harder, Role of precipitation in numerical simulations of arctic sea ice and related freshwater balance, in Proc. Workshop on the implementation of the Arctic Precipitation Data Archive at the Global Precipitation Climatology Centre, Offenbach, Germany, WCRP-98, WMO/TD-804, 1997,  pp. 26-30.
- M.G. Hughes, Frei, A.; Robinson, D.A., Historical analysis of North American snow cover extent: merging satellite and station-derived snow cover observations, 53rd Eastern Snow. Conference, 2-3 maggio 1996, Williamsburg, Virginia, Proc. 53rd Eastern Snow. Conference, 1996,  pp. 21-31.
- (EN) P. Huybrechts, The Antarctic ice sheet during the last glacialinterglacial cycle: a three-dimensional experiment, in Annals of Glaciology, vol. 14, 1990,  pp. 115-119. URL consultato il 6 maggio 2010.
- (EN) J.T. Houghton et al. (a cura di), Climate change 1995: the science of climate change, Cambridge, New York, Cambridge University Press, 1996, ISBN 0-521-56433-6. Contribution of WGI to the Second Assessment Report of the Intergovernmental Panel on Climate Change (IPCC).
- (EN) S.S. Jacobs et al., Melting of ice shelves and the mass balance of Antarctica, in J. Glaciology, vol. 38, n. 130, 1992,  pp. 375-387. URL consultato il 6 maggio 2010.
- (EN) O.M. Johannessen, Miles, M.; Bjørgo, E., The Arctic's shrinking sea ice, in Nature, vol. 376, 1995,  pp. 126-127, DOI:10.1038/376126a0.
- (EN) T.S. Ledley, Snow on sea ice: competing effects in shaping climate, in J. Geophys. Res., vol. 96, D9, 1991,  pp. 17.195-17.208, DOI:10.1029/91JD01439.
- (EN) T.S. Ledley, Variations in snow on sea ice: a mechanism for producing climate variations, in J. Geophys. Res., vol. 98, D6, 1993,  pp. 10.401-10.410, DOI:10.1029/93JD00316.
- (EN) M. Lynch-Stieglitz, The development and validation of a simple snow model for the GISS GCM, in J. Climate, vol. 7, n. 12, 1994,  pp. 1842-1855. URL consultato il 7 maggio 2010 (archiviato dall'url originale il 22 ottobre 2017).
- (EN) S. Martin et al., Microwave remote sensing of polynyas, in Carsey, F.D. (a cura di), Microwave remote sensing of sea ice, Washington DC, American Geophysical Union, 1992,  pp. 303-311. URL consultato il 7 maggio 2010.
- (EN) M.F. Meier, Contribution of small glaciers to global sea level rise, in Science, vol. 226, n. 4681, 1984,  pp. 1418-1421, DOI:10.1126/science.226.4681.1418.
- (EN) A. Ohmura, Wild, M.; Bengtsson, L., A possible change in mass balance of the Greenland and Antarctic ice sheets in the coming century, in Journal of Climate, vol. 9, n. 9, 1996,  pp. 2124-2135. URL consultato il 6 maggio 2010.
- (EN) C.L. Parkinson, Recent sea-ice advances in Baffin Bay/Davis Strait and retreats in the Bellinshausen Sea, in Annals of Glaciology, vol. 21, 1995,  pp. 348-352.
- (EN) C.L. Parkinson et al., Arctic Sea Ice, 1973-1976: Satellite Passive-Microwave Observations. NASA SP-489, Washington, D.C., National Aeronautics and Space Administration, 1987,  p. 296. URL consultato il 6 maggio 2010.
- (EN) W.S.B. Paterson, World sea level and the present mass balance of the Antarctic ice sheet., in W.R. Peltier (a cura di), Ice in the Climate System. NATO ASI Series, I12, Berlin, Springer-Verlag, 1993,  pp. 131-140, ISBN 978-3-540-57167-4.
- (EN) D.A. Robinson, Dewey, K.F.; Heim, R.R., Global snow cover monitoring: an update, in Bull. Amer. Meteorol. Soc., vol. 74, n. 9, 1993,  pp. 1689-1696. URL consultato il 7 maggio 2010.
- (EN) K. Steffen, Ohmura, A., Heat exchange and surface conditions in North Water, northern Baffin Bay (PDF) [collegamento interrotto], in Annals of Glaciology, vol. 6, 1985,  pp. 178-181. URL consultato il 7 maggio 2010.
- (EN) M.R. Van den Broeke, Bintanja, R., The interaction of katabatic wind and the formation of blue ice areas in East Antarctica, in J. Glaciology, vol. 41, 1995,  pp. 395-407.
- (EN) M.R. Van den Broeke, The atmospheric boundary layer over ice sheets and glaciers., Utrecht, Universitiet Utrecht, 1996,  p. 178.
- (EN) A. L. Washburn, Periglacial processes and environments, Londra, Edward Arnold, 1973,  p. 320.
- (EN) H.E. Welch, Energy flow through the marine ecosystem of the Lancaster Sound region, Arctic Canada (PDF), in Arctic, vol. 45, n. 4, 1992,  pp. 343-357. URL consultato il 6 maggio 2010 (archiviato dall'url originale il 27 agosto 2011).
- (EN) H.J. Zwally et al., Antarctic Sea Ice, 1973-1976: Satellite Passive-Microwave Observations. NASA SP-459 (PDF)[collegamento interrotto], Washington D.C., National Aeronautics and Space Administration, 1983,  p. 206. URL consultato il 6 maggio 2010.

### Ulteriori letture
- (EN) B.E. Goodison, R.D. Brown; R.G. Crane, Cyrospheric systems, in Earth Observing System (EOS) Science Plan, NASA, 1999. URL consultato il 7 maggio 2010 (archiviato dall'url originale il 31 ottobre 2010).
- (EN) Olav Slaymaker, Richard E J Kelly, The cryosphere and global environmental change, Malden, Mass., Wiley-Blackwell, 2006, ISBN 978-1-4051-2976-3.
- Peter Wadhams, Addio ai ghiacci. Rapporto dall'Artico., 2017, Bollati Boringhieri, traduzione di Maria Pia Casarini,2020 edizione speciale aggiornata per Le Scienze.